# Jaciment prehistòric Cal Peretó
Cal Peretó és un complex arqueològic que ocupa una zona agrícola vitícola situada al municipi de Font-rubí, a prop de Puigdàlber, (l'Alt Penedès), inclòs a l'Inventari del Patrimoni Arqueològic i Paleontològic de Catalunya.
El complex consta de diversos sectors (A, B, C i D), en els quals es van trobar una quantitat diferenciada de materials. Els quatre sectors estan relacionats entre ells, però el temps diferenciat dels seus descobriments va fer separar les troballes per sectors per tal de facilitar el treball.

## Descobriment i història de l'excavació
En el sector A es va dur a terme una prospecció on es van trobar restes de material ibèric així com restes de ceràmica grisa medieval en superfície l'any 1973 duta a terme per P. Giró Catasús. L'Equip de la Carta Arqueològica de l'Alt Penedès va localitzar l'any 1990, un taller de sílex superficial amb gran quantitat de materials, atribuïble al Paleolític Mitjà. De la mateixa manera també es van trobar restes de materials d'època romana.
El sector B es va localitzar durant els treballs de camp de L'Equip de la Carta Arqueològica de l'Alt Penedès. En ell es va trobar restes de mur, un sitja i un forn que semblen correspondre a època romana. El mur, però, no pot datar-se amb exactitud a causa de l'absència d'excavacions. En el mateix sector es troben també restes que atesitigüen una posterior ocupació medieval.
El sector C va ser descobert durant el mateix treball de camp que el sector B per L'Equip de la Carta Arqueològica de l'Alt Penedès. Els materials que van sorgir en aquest sector mostren una ocupació datada durant el Neolític postcardial. De la mateixa manera també es pot observar una ocupació d'època ibèrica-romana
El sector D les troballes en aquesta zona van ser recollides, gràcies a les remocions agrícoles, pel Sr. Pere Petit de Les Cases Noves durant els anys 50. Les restes són diverses, però es poden englobar en una ocupació d'època neolítica epicardial relacionada amb la que va sorgir en el sector C i una posterior ocupació d'època ibèrica/romana.

## Troballes
- Sector A: les troballes principals foren ceràmica comuna ibèrica així com ceràmica grisa medieval. Les restes de sílex paleolític corresponen a rascadors, pics i destrals. Nuclis unifacials centrípets...
- Sector B: Restes de materials romans que pertanyen a una dolia, teules i un imbrex. Per part de les restes que atestiguen l'ocupació medieval trobem ceràmica grisa monocroma. També es van trobar altres fragments com per exemple el d'un molí de mà al qual no pot atribuir-se una cronologia exacta.
- Sector C: de les restes pertinents al Neolític postcardial hi ha indústria lítica amb un ascla, una làmina i fragments varis. De les restes ibèriques es troba ceràmica a torn comuna.
- sector D: Les restes trobades més destacables pertanyen a l'època neolítica epicardial, a la qual se li associen cinc destrals polides i un matxucador. D'època romana es van localitzar fragments de tegula, ceràmica comuna ibèrica i un piu d'àmfora.[2]